# Walk With You
Walk With You är en låt framförd av Ringo Starr. På låten medverkar även ex-Beatlen Paul McCartney. Låten släpptes 22 december 2009 och är den första singeln från albumet Y Not. McCartney skulle från början bara ha medverkat på Peace Dream, men Ringo valde att spela upp Walk with you. Efter att han hade hört låten bad han Ringo att spela upp den igen så att han kunde hjälpa honom. Ringo blev chockad eftersom han hade förväntat sig att de skulle prata idéer, men blev ändå glad för att han kände igen den gamla Paul han en gång lärde känna.